# Dragiša Drobnjak
Dragiša Drobnjak (* 5. November 1977 in Kranj, SR Slowenien) ist ein serbisch-slowenischer Basketballspieler. Der ehemalige slowenische Nationalspieler spielte professionell zunächst für Klubs in seiner slowenischen Heimat, bevor ab 2006 für verschiedene Klubs aus Polen, Italien und Belgien sowie kurzzeitig in der Basketball-Bundesliga 2008/09 für den damaligen Meister Alba Berlin in Deutschland agierte. Mit dem KK Krka erreichte Drobnjak die Finalspiele des ULEB Cup 2002/03 und gewann den Titel in der EuroChallenge 2010/11. Neben Titelgewinnen in nationalen Pokalwettbewerben gewann Drobnjak mit BC Telenet Oostende zwei belgische Meisterschaften sowie mit verschiedenen Klubs bislang sechs slowenische Meisterschaften, wo Drobnjak seit 2013 wieder spielt. Zuletzt gewann Drobnjak 2015 mit dem KK Tajfun deren erste slowenische Meisterschaft und wurde mit 37 Jahren noch einmal als Most Valuable Player der slowenischen Finalserie ausgezeichnet.

## Karriere
Drobnjak begann seine professionelle Karriere bei seinem Stammverein KK Triglav in seiner Heimatstadt Kranj. Bei der U22-Junioren-Europameisterschaft 1998 gewann Drobnjak nach der Finalniederlage gegen die Bundesrepublik Jugoslawien eine Silbermedaille mit der slowenischen Nachwuchsauswahl, die ohne den bereits in der NBA spielenden Marko Milič antrat, der wie Drobnjak aus Kranj stammt und nahezu gleich groß und gleich alt ist. Milič’ Karriere in der NBA endete dann bereits ein Jahr später 1999 und dieser kehrte zum KK Olimpija in die slowenische Hauptstadt zurück, während Drobnjak innerhalb Sloweniens zum KK Krka aus Novo mesto wechselte. Der KK Krka konnte in der Halbfinalserie der slowenischen Meisterschaft 2000 den Titelverteidiger KK Olimpija, der zuvor alle Meisterschaften seit der Unabhängigkeit 1991 gewonnen hatte, bezwingen und in der Finalserie auch den Titelgewinn holen. Die folgenden beiden Meisterschaften gewann erneut KK Union Olimpija jeweils in der Finalserie gegen KK Krka, bevor dieser sich 2003 unter dem kroatischen Trainer Neven Spahija eine weitere Meisterschaft nach dem knappen Finalerfolg in fünf Spielen gegen den Titelverteidiger sichern konnte. Auch international spielte der KK Krka in jener Zeit vorne mit und konnte sich unter Trainer Aleš Pipan in der FIBA Suproleague 2000/01 unter anderem gegen den zweiten deutschen Vertreter Bayer Giants Leverkusen durchsetzen, bevor man im Achtelfinale gegen den späteren Finalisten Panathinaikos Athen ausschied. Nach zwei Siegen in der Qualifikation gegen die Telekom Baskets Bonn erreichte die Mannschaft die Hauptrunde des nunmehr vereinten höchstrangigen europäischen Vereinswettbewerb EuroLeague 2001/02, in dem man jedoch bereits nach der Vorrunde ausschied. In der darauffolgenden Saison spielte die Mannschaft im neu eingerichteten ULEB Cup 2002/03 für Vereine, die sich nicht für die Euroleague qualifiziert hatten, und erreichte in der Premierensaison die Finalspiele, die jedoch gegen den spanischen Vertreter Pamesa Valencia verloren gingen. Anschließend brach die Mannschaft teilweise auseinander, Trainer Spahija ging zunächst nach Russland und Point-Guard-Talent Aleksandar Ćapin wechselte nach Deutschland, während Drobnjak innerhalb Sloweniens zum KD Geoplin Slovan in die Hauptstadt Ljubljana weiterzog.
Nachdem Drobnjak mit dem KK Krka in der Premierensaison 2001/02 der Adriatischen Basketballliga (ABA-Liga) hinter KK Olimpija bereits eine Vizemeisterschaft gewonnen hatte, kehrte der KD Slovan mit Drobnjak in der Saison 2003/04 in die supranationale Liga zurück. Während der KD Slovan 2002 noch Vorletzter gewesen war, erreichte man 2004 einen zehnten Platz, war aber erneut die schwächste slowenische Mannschaft in der Liga. Drobnjak wechselte anschließend innerhalb der Hauptstadt zum KK Union Olimpija, der sich nach dem vierten Platz in der ABA-Liga den Titel in der slowenischen Meisterschaft zurückgeholt hatte. Mit dem KK Union Olimpija konnte Drobnjak auch die folgenden beiden nationalen Doubles gewinnen, als man in den Finalserien der Meisterschaft jeweils knapp in fünf Spielen den Lokalrivalen KD Slovan bezwingen konnte. In den internationalen Wettbewerben blieb die Mannschaft jedoch ohne besondere Erfolge. Im höchstrangigen europäischen Vereinswettbewerb EuroLeague schied man 2005 und 2006 jeweils nach der Vorrunde aus und in der ABA-Liga 2005/06 verpasste man als Zehnter hinter KD Slovan gar die Play-off-Finalrunde. Anschließend wechselte auch Drobnjak ins Ausland und spielte in der polnischen PLK für Turów aus Zgorzelec. Diese Mannschaft gewann mit Drobnjak hinter Serienmeister Prokom Trefl 2007 und 2008 zwei Vizemeisterschaften. Im ULEB Cup 2007/08 war die Mannschaft von der deutsch-polnischen Grenze auch international vertreten und erreichte nach nur zwei Vorrundenniederlagen als Gruppensieger die K.-o.-Spiele. Hier gewann man zwei Runden und zog in das „Final Eight“-Turnier ein, bei dem man dann bereits im Viertelfinale dem früheren Titelgewinner und späteren Dritten MBK Dynamo Moskau unterlag. Nachdem sich Drobnjak mit der slowenischen Herrenauswahl 2001 erfolgreich für die EM-Endrunde 2001 qualifiziert hatte, dort aber nicht für den Endrundenkader berücksichtigt wurde, stand er 2008 nun im Aufgebot für das vorolympische Qualifikationsturnier 2008 in Athen. Diesmal scheiterte er mit der Auswahl bei einer Qualifikation, als Slowenien nach Erfolgen über Südkorea und Kanada gegen Puerto Rico verlor und die erste Teilnahme nach der Unabhängigkeit an einem olympischen Turnier erneut verpasste.
Zu Beginn der Saison 2008/09 stand Drobnjak in seiner slowenischen Heimat zunächst erneut beim KK Krka unter Vertrag, bevor er nach einem Meisterschaftseinsatz kurz nach Beginn der Basketball-Bundesliga 2008/09 einen befristeten Vertrag beim deutschen Meister Alba Berlin bekam, für den er bis Jahresende unter Trainer Luka Pavićević jedoch nur jeweils einen Kurzeinsatz in der EuroLeague 2008/09 und der höchsten deutschen Spielklasse hatte. Nach dem eher unglücklich verlaufenen Engagement in Deutschland wechselte Drobnjak zurück an die Grenze zum PGE Turów. Trotz zweier Siege über die Brose Baskets Bamberg verpasste der polnische Vizemeister im Eurocup 2008/09 den Einzug in die Runde der 16 besten Mannschaften und in der nationalen Meisterschaft reichte es hinter Titelverteidiger Asseco Prokom erneut nur zur nunmehr dritten Vizemeisterschaft in Folge. Bis Dezember 2009 spielte Drobnjak dann in der italienischen Lega Basket Serie A für den Erstligisten NSB Martos aus Neapel, doch nach der Insolvenz wurde die Mannschaft später aus der Liga ausgeschlossen und die bisherigen Ergebnisse unter anderem mit Drobnjak aus der Wertung genommen. Drobnjak war zu diesem Zeitpunkt bereits nach Belgien gewechselt, wo er beim BC BASE aus Ostende mit dem Titel im belgischen Pokalwettbewerb 2010 seinen ersten Titelgewinn im Ausland feierte. Nach dem Ausscheiden im nationalen Play-off-Meisterschafts-Halbfinale kehrte Drobnjak für eine Saison zum KK Krka zurück, mit dem er den Titel in der nationalen Meisterschaft 2011 verteidigte und in der EuroChallenge 2010/11 auch den ersten internationalen Vereinstitel gewann. Dabei hatte Drobnjak beim Final-Four-Turnier in Ostende mit Krka seine ehemalige belgische Mannschaft im Halbfinale bezwungen. Zur folgenden Saison kehrte Drobnjak an den Ärmelkanal zurück und gewann mit der nunmehr als Telenet firmierenden belgischen Mannschaft auch die folgenden beiden belgischen Meisterschaften 2012 und 2013, davon die letzte 2013 nach dem Erfolg im Pokalwettbewerb als Double.
Zur folgenden Saison 2013/14 kehrte Drobnjak nach Slowenien zurück und spielte in der Hauptstadt erneut für Rekordmeister KK Union Olimpija. Nachdem er mit Ostende jeweils zweimal nach der ersten Gruppenphase des ULEB Eurocups ausgeschieden war, erreichte er mit KK Olimpija im Eurocup 2013/14 den Gruppensieg vor dem deutschen Vertreter ratiopharm Ulm, doch in der Zwischenrunde konnte man nur noch eines von sechs Spielen gewinnen. Die Finalserie der nationalen Meisterschaft verlor man knapp in fünf Spielen erneut gegen Titelverteidiger KK Krka. Anschließend wechselte Drobnjak zum KK Tajfun nach Šentjur, mit dem er die Meisterschafts-Vorrunde nach nur einer Niederlage in 20 Spielen gewann. In der Zwischenrunde mit den Vereinen aus der ABA-Liga Olimpija und Krka reichte es jedoch nur noch zu drei Siegen in zehn Spielen und der KK Tajfun erreichte als Fünfter die Play-offs, in denen man jedoch nur noch ein Spiel verlor. In der Halbfinalserie entthronte man dabei KK Krka und gewann in der  Finalserie gegen den zuvor ebenfalls titellosen KK Rogaška den ersten Titel für den Verein. Dabei wurde der 37-jährige Drobnjak als Most Valuable Player der Finalserie ausgezeichnet. Nach dem Gewinn des slowenischen Supercups tritt KK Tajfun mit Drobnjak in der Saison 2015/16 im FIBA Europe Cup, in dem man jedoch nur zwei Spiele gegen eine wenig konkurrenzfähige irische Auswahl gewann, und der ABA Liga 2015/16 auch erstmals in internationalen Vereinswettbewerben an.